# Leucania affinis
Leucania affinis är en fjärilsart som beskrevs av Warnecke 1929. Leucania affinis ingår i släktet Leucania och familjen nattflyn. Inga underarter finns listade i Catalogue of Life.